# Caremar
Campania Regionale Marittima - Caremar  je italijanska ladijska družba, ki operira s trajekti, hitrimi trajekti in hitrimi ladjami. Do leta 2009 je bil podružnica družbe Tirrenia di Navigazione, trenutno z njo upravlja regionalna vlada Campanie.

## Plovne poti
- Ischia↔Procida
- Neapelj↔Capri
- Neapelj↔Casamicciola Terme
- Neapelj↔Ischia
- Neapeljs↔Procida
- Pozzuoli↔Casamicciola Terme
- Pozzuoli↔Ischia
- Pozzuoli↔Procida
- Pozzuoli↔Capri